# Smittia albicauda
Smittia albicauda är en tvåvingeart som först beskrevs av Jean-Jacques Kieffer 1922.  Smittia albicauda ingår i släktet Smittia och familjen fjädermyggor. Inga underarter finns listade i Catalogue of Life.